# Klaus Pollack
Klaus Pollack (* 21. Januar 1942; † 17. Oktober 2015) war ein sächsischer Kommunalpolitiker (SPD).

## Karriere
Pollack wurde am 21. Januar 1942 geboren und war zu DDR-Zeiten im VEB Prüfgerätewerk Medingen tätig.
Klaus Pollack war ab 1990 als Wirtschaftsdezernent in der sächsischen Stadt Freital tätig und als deren Beigeordneter übergangsweise vom 11. September 1992 bis zum 17. Dezember 1992 Bürgermeister der Stadt. Er folgte auf den CDU-Politiker Wolfgang Böduel und war damit dritter Nachwendebürgermeister der Stadt. Ihm folgte bis 1994 Norbert Krutzki (CDU).
Zur sächsischen Kommunalwahl am 26. Juni 1994 stellte sich Pollack zur Wahl als Bürgermeister Freitals und gewann mit 55,1 % der Stimmen. Pollack übte das Amt des Stadtoberhaupts bisher als einziger zweimal aus. Zum 1. April 1997 wurde Freital Große Kreisstadt und Pollack damit erster Freitaler Oberbürgermeister seit 1950. In seine Amtszeit fiel die Eingliederung der Nachbargemeinde Pesterwitz. Bei der folgenden Bürgermeisterwahl 2001 trat Pollack nicht erneut an. Sein Nachfolger wurde Klaus Mättig (CDU).
Bei der Kommunalwahl 2014 wurde er erneut in den Freitaler Stadtrat und auch in den Kreistag des Landkreises Sächsische Schweiz-Osterzgebirge gewählt. Aus gesundheitlichen Gründen trat er sein Stadtratsmandat aber nicht an und zog sich im Dezember 2014 auch aus dem Kreistag zurück.
Nach langer und schwerer Krankheit verstarb er am 17. Oktober 2015 im Alter von 73 Jahren.